# RBBP4

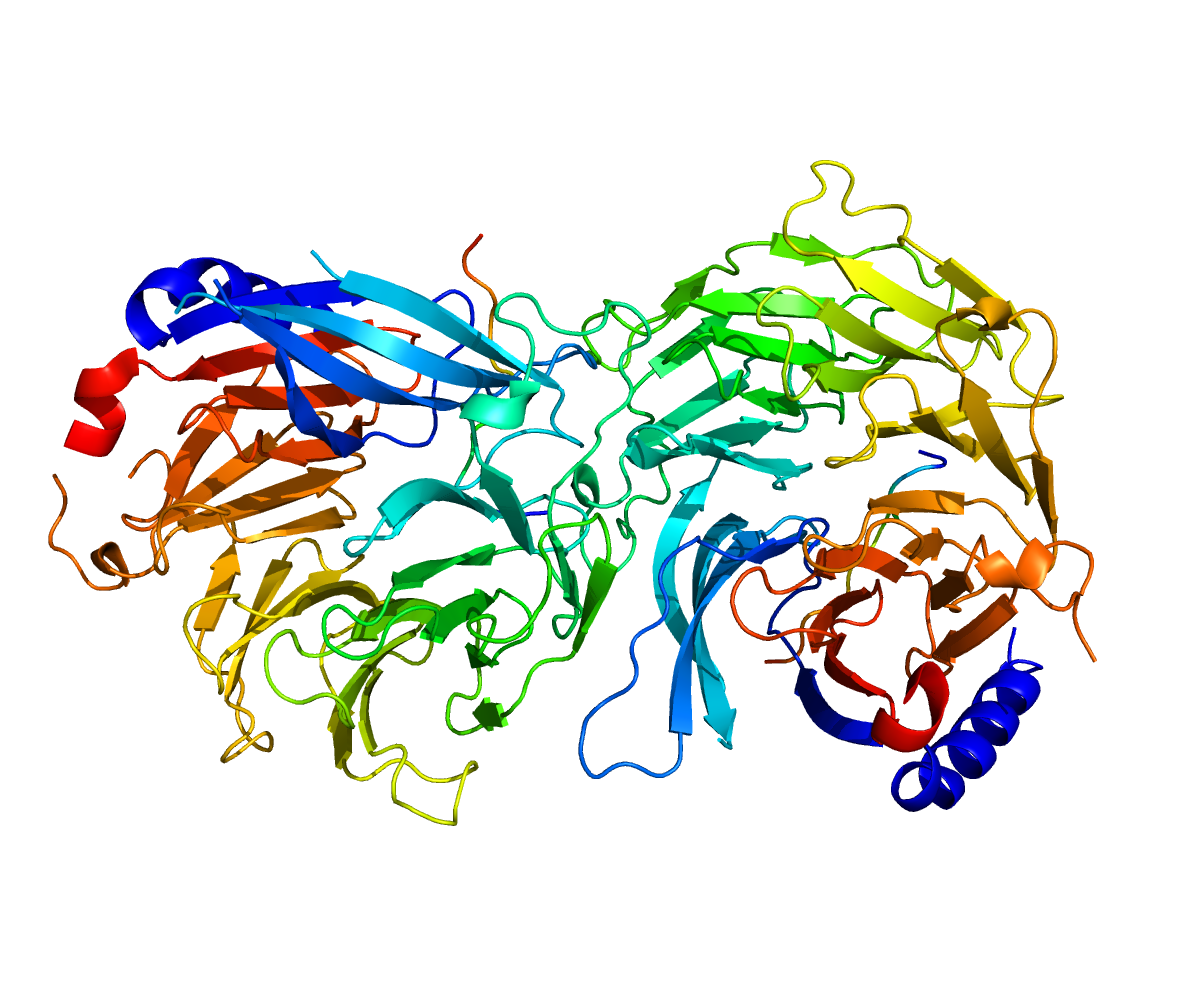
Estructura de la proteína RBBP4 basada en la representación PyMOL de PDB 2XU7.

La proteína 4 de unión al retinoblastoma (RBBP4) es una proteína codificada en humanos por el gen RBBP4.
Esta proteína es una proteína nuclear expresada ubicuamente, perteneciente a una subfamilia altamente conservada que posee repeticiones WD. RBBP4 forma parte de complejos proteicos implicados en la acetilación de histonas y en el ensamblaje de la cromatina, como es el complejo Mi-2, que se encuentra implicado en la remodelación de la cromatina y en la represión transcripcional asociada con la deacetilación de histonas. RBBP4 también forma parte de complejos correpresores, siendo un componente integral del silenciamiento transcripcional. También es una de las muchas proteínas que se unen directamente a la proteína del retinoblastoma, y regulan la proliferación celular. Además, esta proteína está implicada en la represión transcripcional de los genes de respuesta E2F.

## Interacciones
La proteína RBBP4 ha demostrado ser capaz de interaccionar con:
- HDAC1[4][5][6][7][8][9][10][11][12][13][14]
- HDAC2[4][15][12][16]
- SIN3A[9][17]
- Proteína del retinoblastoma[6][18][19]
- SAP30[17][11][20]
- CREBBP[21]
- GATAD2B[22]
- BRCA1[23]
- MTA2[5][11]
- HDAC3[6]